# Cladosporium confusum
Cladosporium confusum är en svampart som beskrevs av Matsush. 1983. Cladosporium confusum ingår i släktet Cladosporium och familjen Davidiellaceae.   Inga underarter finns listade i Catalogue of Life.